# Grupo de Laocoonte

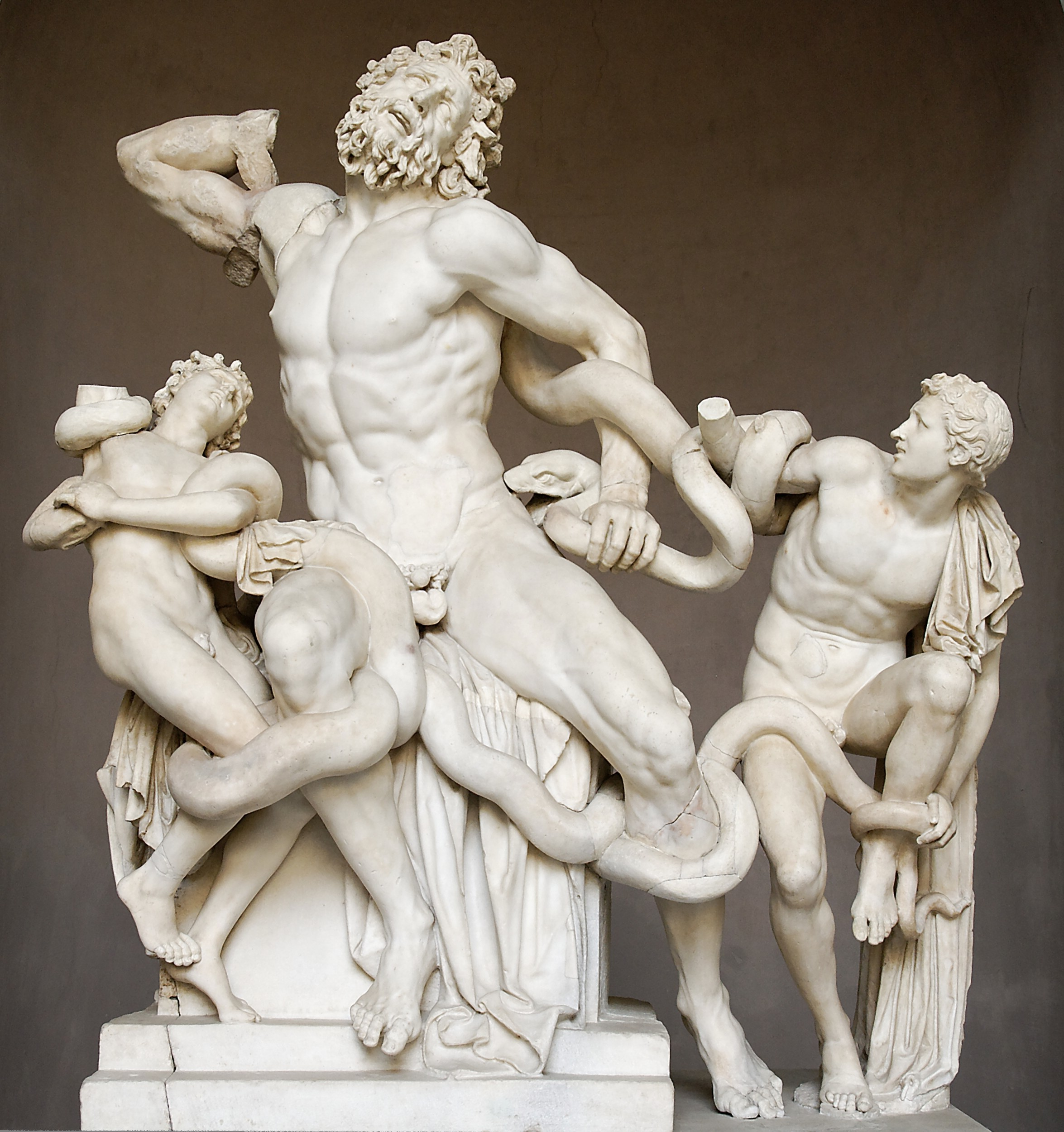
Laoconte e Seus Filhos

A estátua Grupo de Laocoonte (Italiano: Gruppo del Laocoonte), também conhecida como Laocoonte e Seus Filhos, é uma das mais famosas esculturas antigas desde que foi escavada em Roma em 1506, e colocada em exibição pública no Vaticano, onde permanece até hoje.
A estátua representa Laocoonte e seus dois filhos, Antífantes e Timbreu, sendo estrangulados por duas serpentes marinhas, uma lenda da Guerra de Troia também relatada na Eneida de Virgílio.[carece de fontes?] Laocoonte, um sacerdote de Apolo, teria irritado o deus, ou por ter se casado e tido filhos, ou por ter arremessado uma lança contra o cavalo de Troia. Em vingança, o próprio Apolo teria enviado os répteis (no caso como na escultura, serpentes) para matar seus filhos, e Laocoonte foi morto ao tentar salvá-los.

O grupo de Laocoonte é descrito por Plínio, o Velho, no volume 36 da sua História Natural, como uma obra de arte superior a qualquer pintura ou bronze conhecidos pelo autor. A escultura encontrava-se então no palácio do Imperador Tito. A autoria da obra é atribuída por Plínio a Agesandro, Atenodoro e Polidoro, três escultores da ilha de Rodes.
Há divergências sobre a data de execução da obra. Alguns historiadores sustentam que esta seria uma cópia de uma estrutura de bronze que não chegou até nós, moldada por volta de 140 a.C. Por outro lado, reconhecendo que o mármore fosse a peça original, as estimativas variam entre 40 a.C. (mais provável) a até 37 d.C., período final do reinado de Tito Após o relato legado por Plínio, o grupo de Laocoonte desaparece nos 1400 anos seguintes.
No dia 14 de janeiro de 1506, o romano Felice de Fredi descobriu uma estátua durante trabalhos de manutenção da sua vinha, localizada na zona das antigas Termas de Tito. A escultura desconhecida estava desfeita em cinco pedaços, mas todos os habitantes da Roma renascentista sabiam reconhecer uma obra clássica quando a viam e de Fredi passou a palavra a Giuliano de Sangallo, arquitecto do papa Júlio II. Sangallo acorreu ao local da descoberta de imediato trazendo consigo Michelangelo Buonarroti, que por coincidência almoçava na sua casa nesse dia. De imediato, os dois reconheceram a estátua desfeita como o grupo de Laocoonte descrito por Plínio e enviaram a notícia da descoberta a Júlio II, que comprou a estátua na hora por 4140 ducados.
A redescoberta do grupo de Laocoonte causou sensação em Roma e a sua apresentação à cidade como parte da coleção dos Jardins do Vaticano foi um acontecimento social. Felice de Fredi foi recompensado com uma pensão vitalícia de 600 ducados por ano, e quando morreu o seu papel na descoberta da estátua ficou mencionado no seu túmulo.[carece de fontes?]

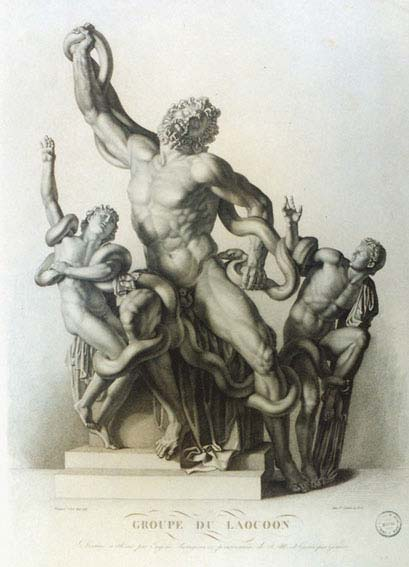
Gravura reproduzindo o grupo de Laooconte com os acréscimos da sua primeira restauração, antes da descoberta do braço dobrado da figura principal e remoção das adições renascentistas. Museu Dom João VI

## Reconstituição do braço direito
Apesar de ser considerada já então uma obra impressionante, o grupo de Laocoonte era uma estátua incompleta pois faltava o braço direito da figura do próprio Laocoonte. A omissão provocou o debate da comunidade artística romana, polarizado entre duas opiniões: Michelangelo sugeriu que o braço estivesse dobrado sobre o ombro do personagem, enquanto que a maioria defendia que estivesse, pelo contrário, distendido numa posição mais heroica, completando a linha de ação diagonal que se estende pela obra. Júlio II organizou então uma competição informal onde os escultores pudessem propôr a sua solução para o problema. Rafael Sanzio, como júri do concurso, acabou por escolher uma proposta que representava o braço esticado, e a estátua foi completada desta forma. Em 1957, o verdadeiro braço perdido de Laocoonte foi descoberto num antiquário italiano e, como Michelangelo previra, estava de facto dobrado sobre o ombro.
O grupo de Laocoonte depressa se transformou numa celebridade na Europa e num motivo de cobiça. No âmbito dos tratados assinados com França, o papa Leão X prometeu oferecer a estátua ao rei Francisco I de França. Mas como este papa era um amante de arte clássica, e não pretendia separar-se da obra prima, encomendou uma cópia ao escultor Baccio Bandinelli, que acabou por ser o modelo de muitas outras versões menores em bronze. O tratado com os franceses acabou por não ser cumprido e esta cópia encontra-se hoje exposta na galeria Uffizi em Florença.
Em 1799, Napoleão Bonaparte conquistou a Itália e levou o grupo de Laocoonte para o Museu do Louvre, em Paris, como espólio de guerra. A estátua acabou por ser devolvida ao Vaticano por iniciativa britânica, depois da queda de Bonaparte em 1816.
O grupo de Laocoonte foi uma das influências principais nos trabalhos de Michelangelo posteriores à sua descoberta. O escultor italiano ficou bastante impressionado com a monumentalidade da escultura e a estética helenística das personagens, em particular a figura de Laocoonte.
A estátua foi ainda objeto de comentários da autoria de Winckelmann e Goethe, e de profundas observações em "Laocoonte", um ensaio de Gotthold Lessing escrito em 1766, que se tornou um clássico da teoria estética.